# Amphipyra styx
Amphipyra styx là một loài bướm đêm trong họ Noctuidae.